# Diagrama PVT

Diagrama PVT para el agua (caso especial).

El diagrama PVT es la representación en el espacio tridimensional Presión - Volumen específico - Temperatura de los estados posibles de un compuesto químico.
Estos estados configuran en el espacio PVT una superficie discontinua, debiéndose las discontinuidades a los cambios de estado que experimenta el compuesto al variarse las condiciones de presión y temperatura, que son las variables que suelen adoptarse como independientes en los estudios y cálculos termodinámicos, principalmente por la relativa sencillez de su medida.
Las superficies delimitan las zonas de existencia de la fase sólida, la fase líquida y la fase gaseosa.
Nótese que para una fase dada P, V y T están relacionados por la ecuación de estado (tal como la ecuación de los gases perfectos o la ley de deformación elástica para los sólidos). Existe un cuarto parámetro, n, la cantidad de sustancia, responsable de que no existan zonas prohibidas en el diagrama variando simultáneamente P, V y T.